# Верхний Аленуй
Верхний Аленуй — село Александрово-Заводского района Забайкальского края России. Входит в состав сельского поселения «Бохтинское» (ранее — упразднённая АТЕ Бохтинская сельская администрация.
Население — 155 чел. (2021).

## География
Расположено в юго-восточной части края, на севере района, у реки Ороктуча, вблизи верховьев реки Аленуй.

## История
В 1915 году посёлок Верхне-Аленуйский Красноярской станицы переименован в Колосовский, в честь атамана 4-го военного отдела Забайкальского казачьего войска полковника Колосовского.
В 1930 году селяне приняли участие в крестьянском восстании в Александрово-Заводском районе

## Население
| 2010 | 2021 |
| ---- | ---- |
| 175  | ↘155 |

Национальный состав
Согласно результатам переписи 2002 года, в национальной структуре населения русские составляли 92 % от 210 жителей.

## Инфраструктура
Основа экономики — сельхозпроизводство в личных подсобных хозяйствах.
Действует Верх-Аленуйская начальная общеобразовательная школа, Дом культуры.

## Транспорт
Просёлочная дорога до села Кокуй 2-й